# Beat Farmers
Beat Farmers была группой, исполняющей песни в стиле cowpunk, которая была сформирована в Сан-Диего в августе 1983 года, и пользовалась почётом с 1980-х по начало 1990-х до преждевременной кончины лидера группы, певца и ударника, Кантри Дик Монтана (англ. Country Dick Montana). Их музыка описывалась как объединение стилей cowpunk, jangle pop, roots rock, hard-twang Americana, кантри рок, swingabilly и Creedence swamp-pop. Дискография The Beat Farmers огромна — многие записи трудно отыскать.

## Состав группы
- Country Dick Montana (Dan McLain) (барабаны, гитара, вокал) 1983 по 1995
- Jerry Raney (гитара, вокал) 1983 по 1995
- Rolle Dexter Love (вокал) 1983 по 1995
- Buddy Blue (гитара, вокал) 1983 по 1986
- Joey Harris (гитара, вокал) 1986 по 1995

## Дискография
- Tales of the New West (1985)
- Glad ‘N’ Greasy (1986)
- Van Go (1986)
- Pursuit of Happiness (1987)
- Poor and Famous (1989)
- Loud and Plowed and… LIVE!! (1990)
- Viking Lullabys (1994)
- Manifold (1995)
- Best of the Beat Farmers (1995)
- The Devil Lied to Me, Country Dick Montana posthumous solo (1996)
- Live at the Spring Valley Inn, 1983 (2003)
- Tales of the New West (re-released in an extended edition by Rhino Records in 2004)

## История
1983 — бывший владелец магазина пластинок, а в прошлом директор клуба фанатов The Kinks, Кантри Дик Монтана, ударник панк-группы The Penetrators из Сан-Диего, сформировал The Beat Farmers с певцом и гитаристом Джерри Рейни (англ. Jerry Raney) из Shames. Два музыканта быстро взяли певца и гитариста Бадди Блю (англ. Buddy Blue) и басиста Ролла Лава (англ. Rolle Love) из местной группы The Rockin’ Roulettes, исполнявшей народные песни в ритме рока. Новая группа основалась в Spring Valley Inn (приходилось убирать бильярдный стол с прохода перед выступлениями), затем переместилась в Bodie’s, недалеко от Национального Университета Сан-Диего. Группа начала приобретать поклонников в клубах Сан-Диего и Лос-Анджелеса.
1984 — К марту у них был подписан контракт с Rhino Records с бюджетом в 4,000 долларов. Первый альбом, Tales of the New West, был создан саксофонистом Стивом Берлином из Blasters / Los Lobos, и выпущен к январю 1985 года. Он включал Happy Boy, часто исполняемую на представлениях Доктора Дементо (англ. Doctor Demento) — любимое живое представление группы — единственную песню, содержащую припев «Hubba-hubba-hubba-hubba-hubba». Эта песня часто проигрывалась по радио Сан-Диего KGB-FM диджеями Джимом Макиннесом (Jim McInnes) и Патом Мартином (Pat Martin). Альбом также включал кавер-версии Reason to Believe Брюса Спрингстина (Bruce Springsteen) и There She Goes Again группы The Velvet Underground вместе с другими оригинальными песнями.
1985 — В течение месячного тура по Англии группа записала пластинку, состоящую из шести песен, для Demon Records под названием Glad ‘N’ Greasy. Она была записана совместно с Грэхемом Паркером (Graham Parker) и клавишником из The Rumour Бобом Эндрюсом (Bob Andrews). Пластинка включала ускоренную версию Powerfinger Нила Янга (англ. Neil Young), а также скандальную версию Beat Generation, которую исполнил в стиле Rod-McKuren-meets-Richard-Hell Монтана, и характерной чертой которой были пьяные голоса бэк-вокалистов: Дейва Элвина (Dave Alvin), Ника Лова (Nick Lowe), Джина Тейлора (Gene Taylor), Дена Стюарта (англ. Dan Stuart) и Лодона Вейнрайта III (Loudon Wainwright III).
1986 — После Англии следовал изнурительный тур по Америке, а также сделка с Curb Records и запись нового альбома The Beat Farmers под названием Van Go. Согласно Блю, «После этого Curb Records нуждается в Dire Straits». Раздраженный Блю заявил это и начал сольную карьеру. Монтана хотел заменить его Джо Харрисом (англ. Joe Harris) или Полом Камански (Paul Kamanski), оба некогда были участники местной рок-группы The Fingers. Джо Харрис, гитарист и мандолинист, раньше работал с Монтаной в предвестнике The Beat Farmers под названием Country Dick and the Snuggle Bunnies.
1987 — Curb Records / MCA выпустили Pursuit of Happiness. Альбом включил в себя Hollywood Hills Камански и запоминающуюся кавер-версию Джонни Кеша (англ. Johnny Cash) Big River. Hideaway, написанный Джо Харрисом, являлся саундтреком к фильму Высшая Лига (англ. Major League). Группа также начала тур по Европе, где увлечение музыкальными жанрами blues-rock, roots rock и country rock было выше, чем в отдельных регионах США. Make It Last транслировали на почти что 45 кантри радиостанциях. Как бы то ни было, когда радиоведущие прослушали остальной альбом, они прекратили трансляцию песни. Многие думали, что остальной альбом был слишком сильно ориентирован на рок-н-ролл. В тот же год песня The Beat Farmers под названием Big Big Man была использована для фильма The Garbage Pail Kids Movie.
1989 — Альбом Poor and Famous был выпущен, и включал в себя King of Sleaze — запоминающуюся совместную работу Монтаны и Моджо Никсона (англ. Mojo Nixon) Позднее в этом году Монтана и Харрис сформировали сторонний проект с Никсоном и Элвином под названием The Pleasure Barons — группу, которая специализировалась на стиле lounge music.
1990 — «Loud and Plowed and… LIVE!!» — живой альбом, выпущенный компанией Curb Record. Он был записан в Сан-Диего в ночном клубе Bacchanal ночами 30го и 31 декабря 1989 года и 1 января 1990 года.
1991 – Монтана начал лечить щитовидную железу, и продолжал посещать кабинет врача для излечения рака. Группа появилась на Late Night With David Letterman 14 июня, в пятницу, на канале NBC. Группа осталась недовольна отношением с Curb Records, и сделала попытку расторгнуть с ними контракт. Монтана продолжил сторонние проекты на территории Лос-Анджелеса, включая Incredible Hayseeds, Country Dick’s Petting Zoo, Country Dick’s Garage, уже вместе с Pleasure Barons.
1993 – Наконец освободившись от контрактных обязанностей с Curd/MCA, что, если верить слухам, должно было вытеснить Монтану из группы, Beat Farmers записали Viking Lullabys в Ванкувере, Канада.
1994 – Альбом Viking Lullabys был выпущен в августе в Техасе.
1995 – Curb/MCA выпустили The Best of the Beat Farmers без согласия группы. У группы было турне по США в сентябре и октябре, в штатах Техас, Чикаго, Детройт и Нью-Йорк. 8 ноября Кантри Дик Монтана погиб от сердечного приступа во время исполнения песни The Girl I Almost Married. Оставшиеся члены Beat Farmers решили распустить группу спустя три дня. Как бы то ни было, в последующие года оставшиеся участники группы сформируют новые группы, включая Raney-Blue, Powerthud, The Joey Show, Joey Harris and The Mentals, Flying Putos и the Farmers.
1996 – Bar None Records посмертно выпустила The Devil Lied to Me, сольный альбом Кантри Дика Монтаны. В число исполнителей входили Кэти Моффатт (Katy Moffatt), Рози Флорс (Rosie Flores), Никсон и Элвин.
2003 – Бадди Блю выпустил Live at the Spring Valley Inn, 1983 с помощью Clarence Records. Композиция Happy Boy исполнялась в фильме Тупой и ещё Тупее (Dumb and Dumber).
2005 – Группа Farmers (Блю, Рейни, Лав и ударник Джоель Кмак (Joel Kmak)) выпустили альбом Loaded. Farmers играли на местных концертах в Сан-Диего.
2006 – Бадди Блю умер от сердечного приступа 2 апреля у себя дома в Ла Месса в возрасте 48 лет. Несколькими днями раньше, в клубе под названием Parkway в Эль Кайон, Калифорния, было его последнее выступление.
Кантри Дик Монтана иногда лежал на спине и пил пиво, используя лишь свои ноги, как медведь гризли, и становился объектом насмешек публики, поскольку часто разливал пиво. После выступления он обычно гулял вокруг клуба, пожимал руки, давал автографы и говорил с поклонниками. Несмотря на то что он дважды лечил щитовидную железу, он всегда был готов выпить пива.
The Beat Farmers была группой, которая осталась верна тому, во что она верила. Их стиль трудно описать – слишком много рока для кантри, слишком много кантри для рока. Это была настолько независимая и необычная группа, что имела двух ведущих гитаристов и трёх ведущих вокалистов.

## Внешние ссылки
https://web.archive.org/web/20081101053053/http://www.music-city.org/Beat-Farmers/discography/ - дискография Beat Farmers
http://www.thefarmersmusic.com/ - официальный сайт The Farmers
http://www.joeyharris.com/ - официальный сайт Джо Харриса
http://www.howardowens.com/dick/ - Country Dick Montana’s Obit/Biography